# Zinne (Heraldik)
Ein besonderes Heroldsbild ist die Zinne in der Heraldik.
Sie stellt an einer Teilungslinie einen stufenförmigen Absatz dar. Nachempfunden ist sie den schildförmigen Aufsätzen auf Wehrmauern, die als Deckung der Verteidiger gegen die Fernwaffen der Angreifer dienten. 
In der Wappenkunde haben Zinnen die Schildteilungen beeinflusst. Die Teilung mit Zinnen gehört zu den Wappenschnitten. Sie werden als Zinnenschnitt bezeichnet. So wird bei mehr als zwei rechtwinkligen Zinnen im Wappen die Teilung als: mit  Anzahl Zinnen geteilt gemeldet. Die Anzahl wird unter Berücksichtigung von je zwei halben Zinnen am Schildrand um eine erhöht. Bei zum Schildhaupt gerichteten Zinnen ist die Richtung nicht notwendigerweise zu beschreiben (blasonieren). 
Viele Teilungsarten sind mit dem Zusatz Zinne schon eindeutig: Zinnenbalken, Zinnenfuß, Zinnenschnitt. Ein Beispiel: der Zinnenfuß ist ein Schildfuß, der vom übrigen Wappenfeld durch die mit Zinnen besetzte Teilungslinie getrennt ist.
Stehen sich bei einer Zinnenteilung die Zinnen nicht gegenüber, werden diese als verschoben oder als Wechselzinnen bezeichnet. Ist die Zinnenstufe schräg angesetzt, handelt es sich um Schrägzinnen.
Die Darstellung der Mauern, Türmen und Palisadenzäunen im Wappen werden als gezinnt oder zinnenweise geteilt beschrieben, wenn der obere Rand der Figur durch Zinnen gestaltet ist. 
Die Zinnenform kann neben der Normalform auch als Breitzinne oder als Flachzinne das Bild bestimmen. Die Zinnenfeh ist eine Tinktur in der Heraldik.

## Beispiele

Wechselzinnenbalken im Schildhaupt (Ascheberg DE)
Doppelt gezinnter Kranz: (Ahlen-Dolberg DE)
Zinnenmauerschnitt (Haspelschiedt F)
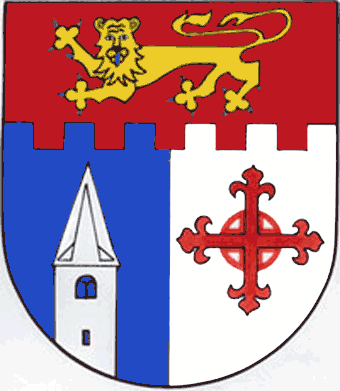
Schildhaupt im Zinnenschnitt geteilt (Hilgenroth DE)
durch Schrägzinnenschnitt schrägrechts geteilt (Mucheln DE)
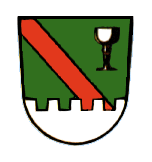
Zinnenschildfuß (Zinnenfuß) (Neuschönau DE)
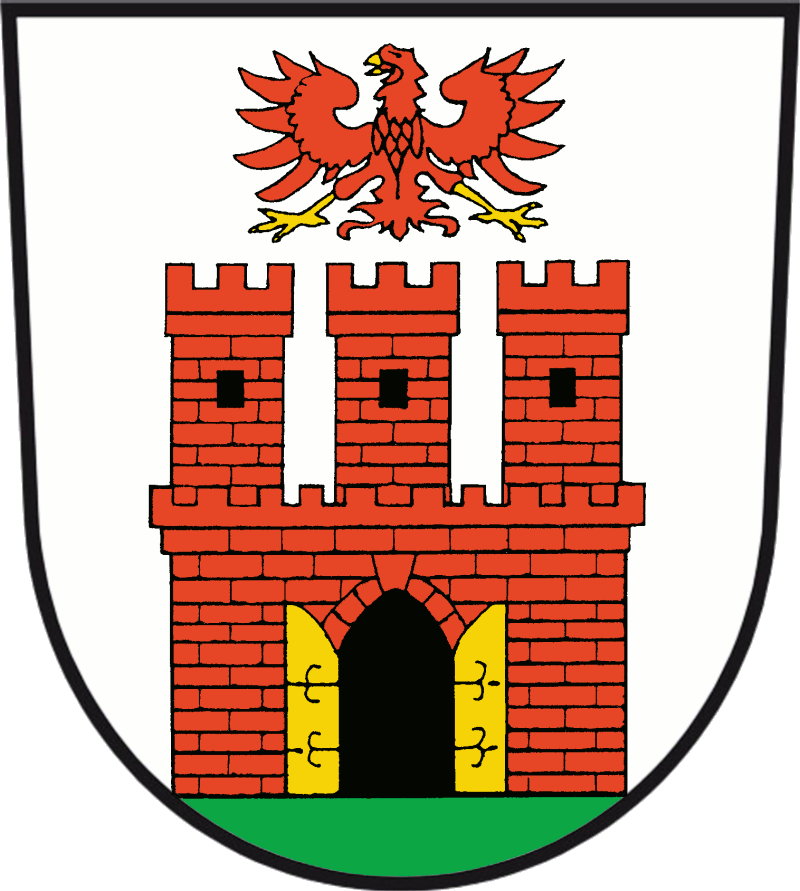
gezinnte Mauer und Türme (Oderberg DE)
Schrägrechter Wechselzinnenbalken (Ortenburg DE)
durch Zinnen schräglinks geteilt (Wisch DE)
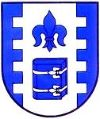
Zinnenflanken (Maria Buch-Feistritz AT)
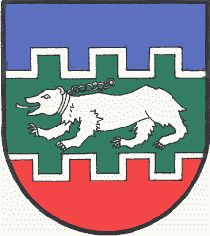
Von Blau, Grün und Rot durch silberne Gegenzinnenleisten geteilt (Schäffern AT)